# El Avión
El Avión es una empresa riojana de caramelos.

## Historia
Empresa fundada en 1928 por Dionisio Castroviejo y Laureano Gómez (Castroviejo y Gómez sl), en 1985 se transformó en Dulces El Avión, S. A.
Su primera ubicación fue en el casco antiguo logroñés (c/ Avenida de Navarra) donde comenzaron a fabricarse las conocidas Pastillas de Café y Leche y Toffees de forma totalmente artesanal siguiendo las fórmulas y recetas caseras. Allí mismo se despachaban al público. 
Cómo anécdota de estos años, y dado el interés de los fundadores por los aviones, había un avión con ruedas a tamaño carromato cuya hélice hacía de ruleta numerada, que se sacaba arrastrado por las calles logroñesas para que previo pago de una moneda se pudiera girar y  determinar el número de caramelos que podían obtener.
Cómo la demanda de caramelos cada vez era mayor y la fabricación requería más espacio, en 1948 se trasladó a la actual Avda. de la Paz, comenzando aquí a fabricar toffees bañados con chocolate, un caramelo totalmente innovador en aquellos años.
En los años 1970, otra vez por motivos de expansión y para continuar la fabricación de caramelos duros, sobre todo del caramelo balsámico SINTOX, pasa al Polígono de Cascajos, y finalmente en 2001 se construyeron unas modernas instalaciones en el Polígono La Portalada II , donde la tercera generación familiar sigue creando nuevos productos como el mazapán de Soto, mazaquito (bombón de mazapán), cerezas al marrasquino o frutas confitadas bañadas en chocolate. 
Dulces El Avión S. A. es la única empresa logroñesa que en la actualidad fabrica pastillas de café y leche.